# Yoshio Kodama
Yoshio Kodama (児玉 誉士夫, Kodama Yoshio), né le 18 février 1911, décédé le 17 janvier 1984, était une figure importante du crime organisé au Japon. Il était actif dans la scène politique autant que dans le monde du crime des années 1950 aux années 1970.

## Biographie

### Ses débuts dans le «milieu»: l'ultranationalisme

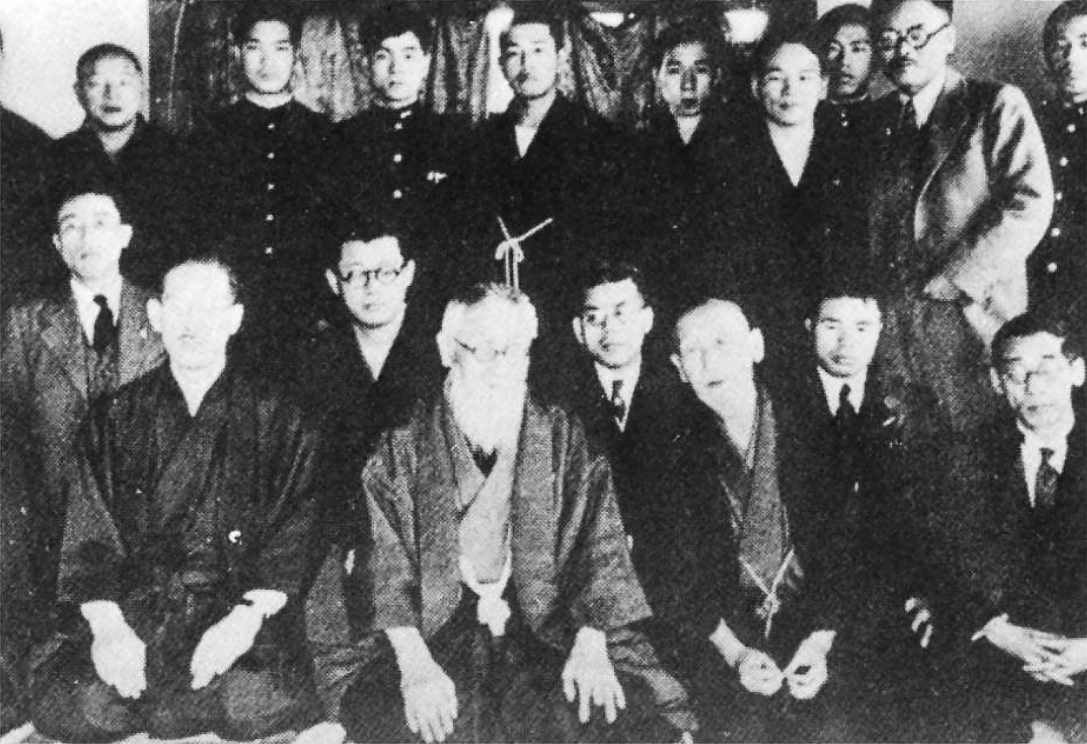
Toyoma Mitsuru (au centre), Yoshio Kodama (premier rang deuxième par la droite) lors d'une réunion de la Société de l’Océan noir (Genyosa) en 1929

Né à Nihonmatsu au Japon dans une famille pauvre, il a grandi en Corée, alors occupée. Dès son plus jeune âge, Kodama montre beaucoup d’intérêt pour la politique et, à la fin des années 1920, à l’âge de 19 ans, il entre dans la société de l'Océan noir (Genyosa). 
Fondée en 1881 par Tōyama Mitsuru et d’aspiration ultranationaliste, la Société de l’Océan noir protégeait les intérêts de certains consortiums miniers et industriels, en  leur affectant des briseurs de grève ou encore des gardes du corps, pour la plupart des yakuza, dont Toyama était le parrain. 
La Genyosa avait également des objectifs d’ordre politique : en premier lieu, la restauration des valeurs traditionnelles incarnées par l’empereur et, d’autre part, la militarisation du Japon. Toyama  luttait pour la suprématie de son pays sur toute l'Asie (Genyosa, « l’océan noir » désigne les trois passages unissant le Japon, la Chine et la Corée). 
Le groupe avait aussi pour objectif l'assassinat de plusieurs politiciens japonais, c’est la raison pour laquelle Yoshio Kodama fut finalement arrêté et condamné à 3 ans et demi de prison.
Il s’est enrichi à Shanghai avec ses espions et ses hommes, Tokyo lui a confié l’exploitation de mines en Corée.

### Tournant de la Seconde Guerre mondiale
Quand il eut fini de purger sa peine, le gouvernement japonais le contacta, afin d’aider à l’acheminement des approvisionnements pour l’effort de guerre en dehors de l’Asie orientale, et dans le Japon. Il réussit cette mission, grâce au réseau d’alliés qu’il s’était tissé dans sa jeunesse, en Corée. Grâce à cette couverture, Kodama pille les ressources chinoises, s’investit dans le trafic de l’opium et le trafic d’armes. Grâce à ce vaste réseau, Kodama gagna une fortune (plus de 175 millions de dollars, ce qui faisait de lui un des hommes les plus riches d’Asie).
À la fin de la seconde Guerre mondiale, il fut arrêté par les États-Unis, en tant que criminel de guerre. Il fut retenu dans la prison de Sugamo avec Ryoichi Sasakawa, avec lequel il se lia d’amitié. Il écrivit I Was Defeated (une autobiographie).
Les États-Unis l’ont plus tard libéré, en échange de son aide dans le combat contre le communisme en Asie. Il conclut un pacte avec les forces G-2 (une section des renseignements des forces d'occupation en 1950), et travailla pour la CIA comme lien avec les yakuza. Kodama, étant un ultranationaliste de droite, accepta, et utilisa sa fortune et son réseau des contacts pour apaiser les conflits, déraciner les sympathisants communistes, et combattre  la présence socialiste au Japon.
Kodama souhaitait également que les différents gangs se rallient et ne forment plus qu’un. Après plusieurs années de luttes, il parvint à une entente entre différentes familles, en organisant des trêves, entre le Yamaguchi-gumi et le Tosei-kai notamment, dirigés par son collègue Hisayuki Machii. C’est pour cela qu’il est aujourd’hui considéré comme étant le premier parrain de la pègre japonaise.
Kodama a été également impliqué dans un certain nombre de scandales dans l’après-guerre. Le plus important d’entre eux est le scandale Lockheed des années 1970, qui mit au grand jour les liens unissant Kodama et la CIA. 
La réputation de Kodama est anéantie par cette affaire et, pour la première fois depuis cinquante ans, il doit s’expliquer devant la justice de son pays. Il se réfugie dans sa résidence privée à la suite d'une série d’attaques, et parce qu’il est la cible des médias. Il est victime d’un attentat kamikaze, un avion piloté par Mitsuyasu Maeno, acteur X et ultranationaliste désillusionné, qui tente de le tuer en s’écrasant sur sa maison à Tokyo, mais Kodama en réchappera.
Il meurt le 17 janvier 1984 dans son lit.